# Saosin

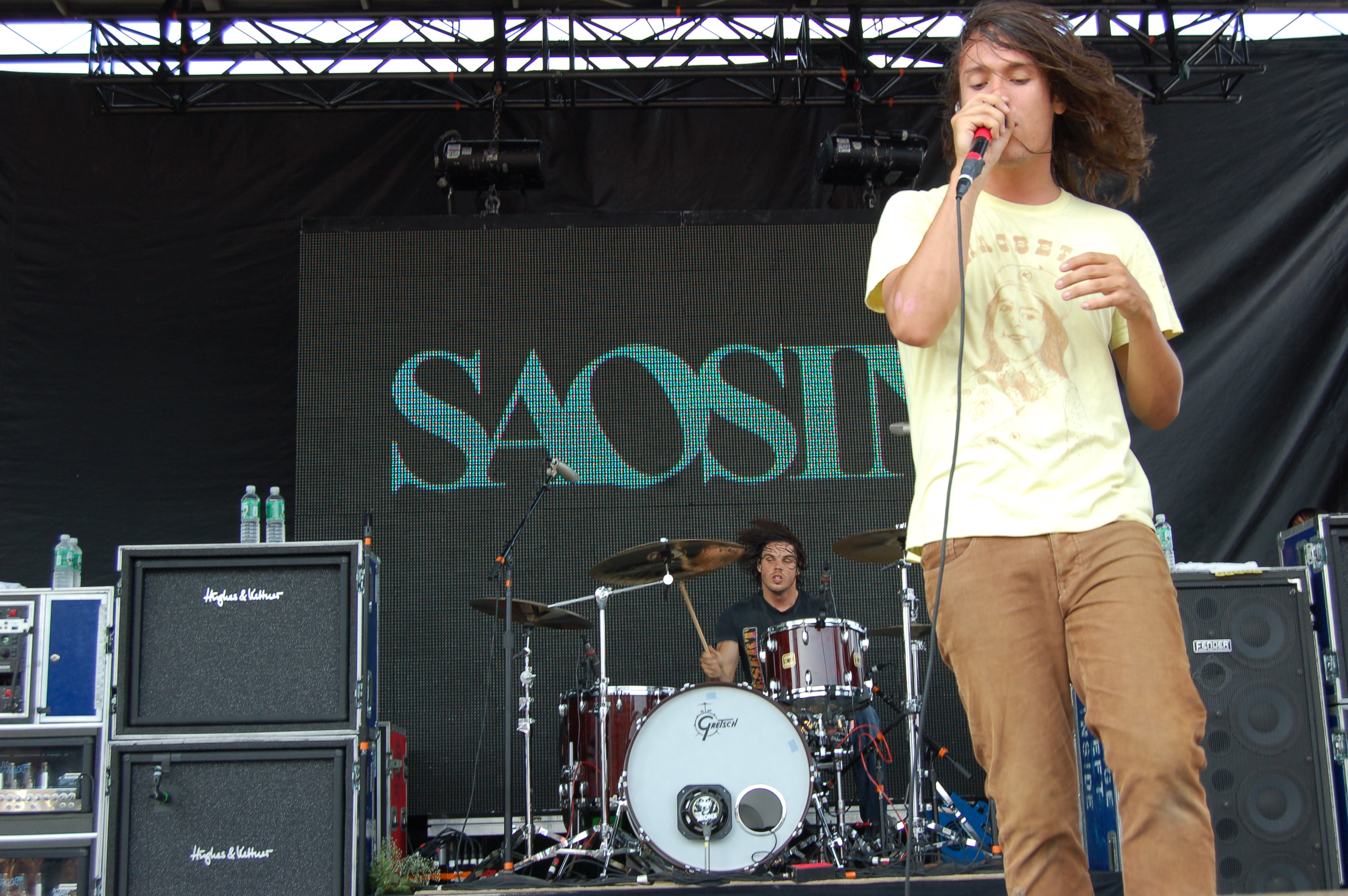
Saosin live 2007.

Saosin är ett amerikanskt posthardcore-band från Newport Beach, Kalifornien, bildat 2003.

## Historia

### Starten - Translating The Name
Bandet startades 2003 av Beau Burchell och Justin Shekoski (gitarristerna i bandet). De planerade att kalla sig "The Gift", men namnet var upptaget av ett portugisiskt band. Med hjälp av MIDI-trummor spelade de in en instrumental demo. De fick tipset om sångaren Anthony Green, och skickade över två demos till honom som han skrev text och sjöng till. De fastnade för hans karaktäristiska röst, och tillsammans med basisten Zach Kennedy och den tillfälligt inhyrde studiotrummisen Pat Magrath spelade de in sin första EP; Translating the Name, som släpptes 17 juni 2003. Den karaktäriserades av Anthonys ljusa, skrikiga och kraftfulla sång, ackompanjerat av distade melodiska gitarrslingor. Den fick oerhört bra kritik och snabb spridning, mycket tack vare internetsidor såsom Myspace.
Anthony föreslog namnet Saosin, ett kinesiskt ordspråk som direkt översatt blir "litet hjärta", och betyder ungefär "älska med försiktighet". De yngsta sönerna i kinesiska familjer giftes bort för pengar till äldre kvinnor. De blev tillsagda att "hålla sitt hjärta litet", att inte bli för tillgiven sina fruar; de kunde när som helst dö. Uttalandet är omdiskuterat, det beror på kinesisk dialekt. Anthony uttalade det "sej-oushen (eng: say-ocean)", men de nuvarande bandmedlemmarna uttalar det "Sej-ou-sin (eng: Say-Oh-Sin)".
Eftersom deras påtänkte trummis, Alex Rodriguez, var på turné med bandet Open Hand kunde de inte spela live förrän i juli.
Trots att flera skivbolag ville skriva kontrakt med dem redan innan deras första liveframträdande förblev de kvar på Beaus eget skivbolag, Death Do Us Part, under en längre tid. Argumentet för detta var att de först ville växa som band, och de gjorde många mindre spelningar för så nära publikkontakt som möjligt. Anthony Green var mycket karismatisk och hängiven på scen; han blev en tydlig frontfigur med sin höga röst, poetiska texter och vilda rörelsemönster.
Zach Kennedy lämnade bandet tidigt av privata anledningar, och har senare spelat med Ashlee Simpson. Han ersattes av den mer engagerade Chris Sorenson.

### Ny sångare och nytt skivbolag - Saosin EP
I februari 2004 lämnade även sångaren Anthony Green plötsligt bandet. Han hade extrem hemlängtan och sade att han antagligen skulle blivit galen om han hade stannat längre. Han beskrev Saosin "som en tjej man har jättebra sex med, men inte har något gemensamt med". Han hade sannolikt även drogproblem. Han startade sedan det mer experimentella bandet Circa Survive, och har varit aktiv i massor av andra projekt; senast en solokarriär.
De resterande medlemmarna annonserade en audition över hela landet. De var inhyrda till Warped Tour 2004, och då de inte hade någon permanent sångare fick gitarristen från Story Of The Year, Philip Sneed, hoppa in som ersättare.
Efter en imponerande akustisk audition med låten "Mookies Last Christmas" blev slutligen den då 19-årige Cove Reber permanent sångare. Han var oerfaren, tidigare hade han bara spelat i ett par lokalband. Att överta arvet från den hyllade Anthony Green blev mycket hårt för den osäkre Cove Reber, och han fick länge stå emot kritik från såväl fansen som resten av bandet.
2005 skrev bandet på ett kontrakt med det stora skivbolaget Capitol Records som ägs av EMI. De åkte sedan på sin andra Warped Tour, där de släppte en samling med mer eller mindre ofärdigt material, som efter Capitols krav tvingades utges som EP. Den fick namnet Saosin EP, men är också känd som "Black EP" eller "Warped Tour EP". De nya låtarna var mindre hardcore-orienterade än materialet med Anthony Green.

### Fullängdsalbum - Saosin
Efter att ha turnerat flitigt med endast en längre paus sedan Cove Reber gått med i bandet spelade de 2006 in sitt första fullängdsalbum med musikproducenten Howard Benson som tidigare arbetat med band som My Chemical Romance och Motörhead. Den 26 september 2006 släpptes det självbetitlade albumet Saosin, som såldes i över 35 000 ex redan första veckan. Efter att ha släppt albumet fick bandet slutligen en riktig nystart efter "Translating The Name"-tiden. Coves röst var nu mycket säkrare, och han skrek inte över huvud taget på hela albumet. Man hade gått från ett hardcoreorienterat undergroundband till ett mer erfaret och kommersiellt rockband. Den ljusa sången och de melodiska gitarrerna har dock förblivit deras kännetecken.
Saosin har nu snabbt blivit ett internationellt känt band. De har turnerat i Nordamerika, Europa, Australien och Sydostasien. 
De turnerade i princip oavbrutet från releasen av fullängdsalbumet fram till sin senaste spelning i april 2008. I mars 2008 släppte de en liveinspelning på DVD och CD (Come Close). CD:n inkluderar även remakes av tre äldre låtar.
Den 8 september 2009 släppte Saosin sitt andra studioalbum, In Search of Solid Ground, denna gång på skivbolaget Virgin Records.

### Cove Reber lämnar bandet
Den 21 juli 2010 meddelade Saosin-gitarristen Beau Burchell via bandets forum att bandet och sångaren Cove Reber efter fem år tillsammans skulle gå skilda vägar. 
well, a few days ago, alex, justin, chris and i got back into the studio for our first group writing/jam session. we have all been writing things on our own, but it was cool to get into a room and play with loud ass amps all together again. i am very excited about this record, for a few different reasons. 
1. i have been so busy producing and mixing bands lately, and i love it. finally getting back in the swing of things, so it will be a miracle if i can rip myself away from other projects long enough to finish a saosin record.
2. we have no label, which means we can do whatever we want. we dont have to worry about outputting garbage singles that none of us believe in, or selling records. its going to be nice.. just like the days of ttn.
3. NOT having a camera on me the whole time.
4. after 5 years with cove, we have decided to part ways. so it will be a new experience for us, not knowing what to expect in the vocal dept, who will replace him, or if we will even find a replacement this century.

thats all for now…
beau

## Diskografi

### Studioalbum
| År   | Album                                                                   | Listplaceringar | Listplaceringar |
| År   | Album                                                                   | US              | US Rock         |
| ---- | ----------------------------------------------------------------------- | --------------- | --------------- |
| 2006 | Saosin - Släppt 26 september 2006 - Skivbolag: Capitol                  | 22              | 7               |
| 2009 | In Search of Solid Ground - Släpps 8 september 2009 - Skivbolag: Virgin | N/A             | N/A             |

### EP
| År   | Album                                                                    | Listplaceringar | Listplaceringar |
| År   | Album                                                                    | US Ind.         | US Heat.        |
| ---- | ------------------------------------------------------------------------ | --------------- | --------------- |
| 2003 | Translating the Name - Släppt 17 juni 2003 - Skivbolag: Death Do Us Part | 36              | 27              |
| 2005 | Saosin - Släppt 6 september 2005 - Skivbolag: Capitol                    | —               | —               |
| 2008 | The Grey - Släppt 14 oktober 2008 - Skivbolag: Capitol                   | —               | —               |

### Livealbum
| År   | Album                                                 |
| ---- | ----------------------------------------------------- |
| 2008 | Come Close - Släppt 11 mars 2008 - Skivbolag: Capitol |

### Musikvideor
| År   | Titel                                                   | Regissör         |
| ---- | ------------------------------------------------------- | ---------------- |
| 2003 | "Seven Years"                                           | Danny Berk       |
| 2003 | "3rd Measurement in C"                                  | Danny Berk       |
| 2005 | "Bury Your Head"                                        | Danny Berk       |
| 2006 | "Voices" (Live Water Street Music Hall - Rochester, NY) | Christopher Sims |
| 2007 | "Voices"                                                | Christopher Sims |
| 2007 | "You're Not Alone"                                      | Popcore Films    |

### Spår från samlingsskivor
- A Santa Cause - It's A Punk Rock Christmas – "Mookie's Last Christmas" med Anthony Green på sång (2003)
- Music on the Brain Volume 1 – "I Can Tell There Was An Accident Here Earlier" med Cove Reber på sång (2004)
- The Mission Family Spring Sampler 05 – "Penelope (Acoustic)" (Pinback-cover) (2005)
- The Best of Taste of Chaos (Endast UK-versionen) – "I Wanna Hear Another Fast Song (Live)" (2006)
- Take Action! Volume 5 – "Sleepers (Demo)" (2006)
- Chew It Out!: Stride Gum CD Sampler – "Sleepers (Live Recording)" (2007)
- Sessions@AOL - "Time After Time (Acoustic)" (Cyndi Lauper-cover) (2007)